# 심우주지상국

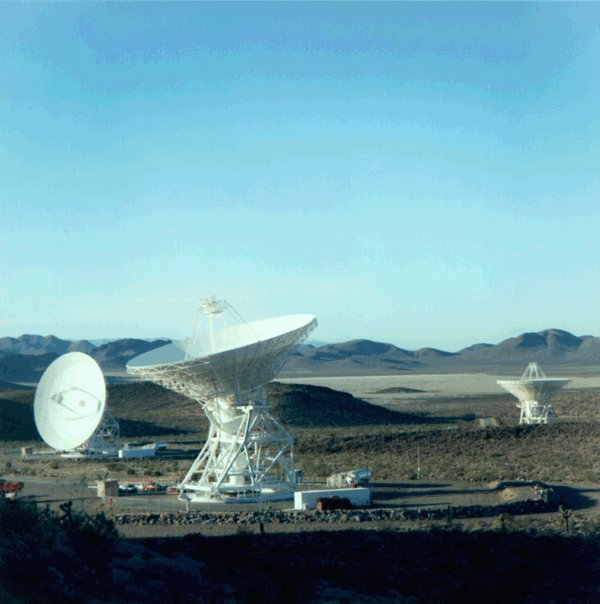
NASA 심우주 통신망 중에서 최초인 골드스톤 심우주지상국은 1958년 건설되었다. 이와 똑같은 여주 심우주지상국은 2022년 완공될 계획이다.

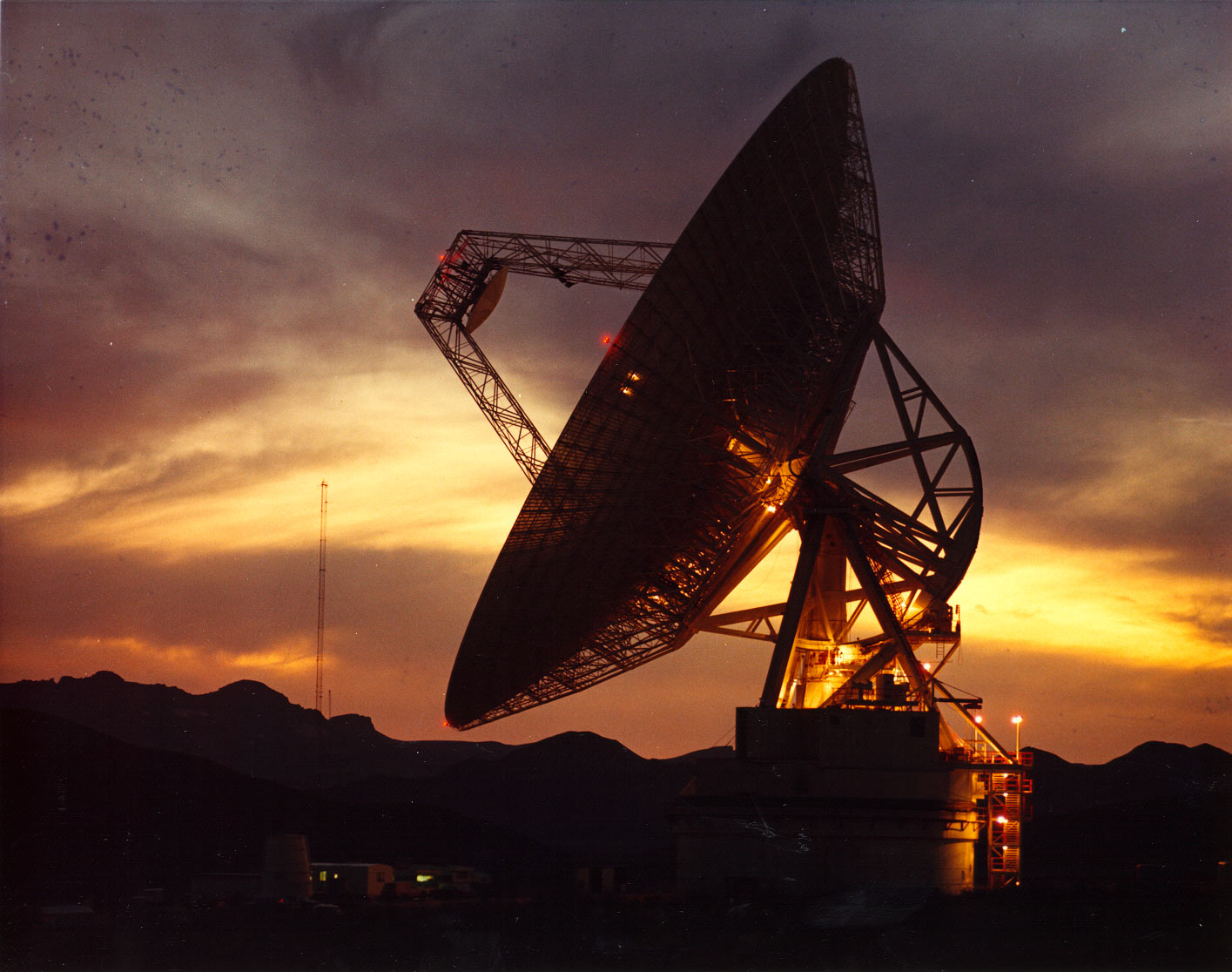
캘리포니아주 골드스톤 심우주지상국의 70m 안테나

심우주지상국은 대한민국 항우연이 설치한 심우주 통신 센터이다.

## 역사
경기도 여주시 여주위성센터에 심우주지상국을 설치할 계획이다.
심우주지상국은 기존 지상국 개발경험을 바탕으로 국내 기술로 독자개발할 것이다.
2020년 12월 11일, 안테나 시스템 구축을 맡은 SK브로드밴드가 경기도 여주시 여주위성센터에 국내 최대 35ｍ급 심우주 안테나 반사판을 설치하는 상량식을 개최했다. 중량 100톤, 직경 35미터의 반사판이 750톤급 대형 크레인으로 안테나 기초대에 장착됐다.
심우주지상국은 2022년 8월에 쏘아올릴 달궤도선(KPLO)과의 통신을 담당하기 위해 2022년 3월 완공을 목표로 구축중이다.
달 탐사를 통해 심우주통신·항법, 추진, 유도제어, 과학탑재체, 극한환경소재 기술 등 우주 기술 전반에 걸쳐 진일보를 가져올 수 있다. 탐사선이 달 궤도에 안착하기 위해서는 38만 km를 날아가 반경 10㎞의 원안에 명중하는 정확도를 가져야 한다. 이는 서울에서 공을 던져 부산에 있는 반경 10m의 원안에 집어넣을 수 있는 정확도를 의미한다. 이 기술은 국산 유도무기 체계의 정확도를 향상시킬 수 있다. 심우주지상국의 안테나는 출력 1 kW의 X 밴드 레이더로 탐사선 추적 외에도 적국의 위성과 우주 파편 감시에도 쓰일 수 있어 국가 우주자산 보호에도 기여할 수 있다.
2014년 기준으로, 한국의 기술수준을 보면, 달 궤도선은 우주 강국 대비 60% 이상, 착륙선은 40~50% 수준으로 평가된다. 또 심우주지상국은 대형 전파안테나, 지상관제 시스템은 정지궤도 위성관제 시스템 구축 경험을 통해 60% 이상의 수준에 도달해 있다. 단지 탐사로버기술은 상대적으로 경험이 미천해 격차가 가장 심한 축에 속한다.

## 전파출력
심우주지상국의 안테나는 출력 1 kW의 X 밴드 레이더이다. 반면에, 한국항공우주연구원이 운영하고 있는 인공위성관제용 안테나는 100 kW 정도로 군용 레이더보다는 약하지만 지상 36,000 km 상공에 있는 정지궤도 위성과도 통신할 수 있다.
2017년 대한민국의 사드 배치 논란에서 문제된 사드의 AN/TPY-2 X 밴드 레이더 전파출력은 평균 81 kW 정도이다.

## 같이 보기
- 심우주 통신망 - 미국 NASA